# Maria J. Lichtsteiner
Maria Josefa Lichtsteiner (* 3. Juni 1956 in Cham, Kanton Zug, Schweiz) ist eine Schweizer Künstlerin und ehemalige Professorin an der Hochschule Luzern.

## Leben
Maria J. Lichtsteiner wuchs in Cham, Schweiz, auf. Ihr Studium der Freien Kunst und Multimedia schloss sie 1989 an der Schule für Gestaltung in Bern ab. Darauf vertiefte sie sich am Edinburgh College of Art Heriot-Watt University in Schottland im Master of Fine Art in Sculpture. Im Jahr 2005 absolvierte sie berufsbegleitend Studien in Kunstgeschichte an der Universität Fribourg. Zwischen 2005 und 2009 kehrte sie für einen PhD in Practice based Research nach Edinburgh zurück. Noch vor dessen Abschluss nahm Lichtsteiner das Angebot der Hochschule Luzern an, den Akkreditierungsprozess des Kunstmasters zu leiten. Ab dem Jahr 2000 nahm sie diverse Tätigkeiten an der Hochschule Luzern im Bereich Design und Kunst wahr. So leitete sie zwischen 2000 und 2005 den Grundkurs und trug schliesslich nach ihrer Rückkehr massgeblich zur Akkreditierung des Kunstmasters bei. Anschliessend leitete sie diesen für drei Jahre. Ausserdem war Maria J. Lichtsteiner involviert in der Curriculumsgestaltung und -ausarbeitung der Kunst-Bachelor- und -Masterprogramme. Von 2003 bis 2021 arbeitete sie als Professorin an der Hochschule Luzern.

## Einzelausstellungen (Auswahl)
- 2016: Museum Bruder Klaus Sachseln
- 2013: Erfrischungsraum, Hochschule Luzern, Design und Kunst
- 2010: Erfrischungsraum, Hochschule Luzern, Design und Kunst
- 2010: Wuhan, China

## Atelieraufenthalte
- 2019: Berlin; v. Kanton Zug
- 2017: London; v. Landis & Gyr Stiftung[5]
- 2002: Berlin; v. Kanton Zug
- 1996: Paris; Cité Internationale des Arts
- 1993: Kiew (Künstleraustausch); v. Christoph Merian Stiftung Basel ARTEST

## Kunst im öffentlichen Raum
- 2015–2016: Herbarium der Sehnsüchte, Albert Köchin Stiftung, Luzern

## Publikationen
- 2016: Herbarium der Sehnsucht. Vexer Verlag, St. Gallen/Berlin, ISBN 978-3-909090-79-2.[6]